# Любая жена
Любая жена (англ. Any Wife) — утерянный американский немой мелодраматический фильм 1922 года, снятый Гербертом Бреноном, с Перл Уайт в главной роли. Фильм был произведён и распространён компанией Fox Film Corporation.

## Сюжет
Как описано в киножурнале, Миртл Хилл (Уайт) — жена Джона Хилла (Эмери), успешного подрядчика, который из-за своей преданности работе пренебрегает своей женой. Ему необходимо срочно отправиться в деловую поездку в Сан-Франциско, и он хочет, чтобы его сопровождали жена и ребёнок. После обсуждения этого вопроса жена засыпает и видит во сне, что она развелась с мужем и вышла замуж за чертёжника. Он плохо с ней обращается и бросает её ради актрисы. Актриса, сочувствуя ей, сводит жену лицом к лицу с этим мужем, но он восстаёт против неё. Она пытается покончить жизнь самоубийством, прыгнув с высокого моста в воду, но затем просыпается с рукой в аквариуме. Она спешно одевается и вместе со своим маленьким сыном Сирилом (Джонсон) сопровождает мужа в его поездке.

## В ролях
- Перл Уайт — Миртл Хилл
- Холмс Херберт — Филип Грэй
- Гилберт Эмери[англ.] — мистер Джон Хилл
- Лоуренс Джонсон — Сирил Хилл
- Огастус Бальфур — доктор Гейнор
- Юлали Йенсен[англ.] — Луиза Фаррата